# Пульс (фильм, 2001)
«Пульс» (яп. Kairo / 回路 — «Цепь») — японский фильм ужасов 2001 года режиссёра Киёси Куросавы. Премьера фильма состоялась 10 февраля 2001 года. В 2006 году вышел американский ремейк фильма под названием «Пульс». Слоган: «Yûrei ni aitai desu ka?» («Хочешь увидеть призрака?»).

## Сюжет
Молодой программист Тагути совершает суицид, но перед этим он передаёт своей знакомой Мити Кудо некую дискету. На ней оказываются какие-то странные изображения. Теперь в жизни девушки начинают происходить необычные события. Тем временем студент-экономист Рёсукэ Кавасима зашёл на некий развлекательный сайт, при попытке работы с которым появляется фраза «Ты хочешь увидеть призраков?», а затем он видит не слишком приятные изображения людей. Плохо разбирающийся в информатике Рёсукэ обращается за помощью к программистке Харуэ Карасаве.
Ябе, друг Тагути, приходит в его дом, где и находит лист с названием «Инструкция к запретной зоне», после чего он проникает в некое помещение, где встречает призрака. После этого юноша становится совершенно другим человеком. Мити видит, как какая-то женщина бросается с большой высоты. Рёсукэ выполняет рекомендации Харуэ, теперь девушка, зная адрес сайта, пытается туда зайти. Она же знакомит Кавасима с другим студентом — Ёсидзаки, который рассказывает, что мир призраков переполнен, и теперь они пытаются захватить мир людей.
Проблемы начинаются и у других людей. Шеф Мити пытается изолировать себя, заклеивая щели в своём доме красной липкой лентой, однако в итоге исчезает. Когда девушки пытаются его найти, то сталкиваются там с призраком. На Дзюнко, подругу Мити, это производит гнетущее впечатление. В конце-концов девушка просто рассыпается в прах. Кавасима пытается навестить Харуэ, которую находит в совершенно разбитом состоянии. Она замечает, что мир опустел. Затем Харуэ также куда-то уходит. По телевизору Кавасима видит перечисление бесконечного списка исчезнувших людей, однако на одном из токийских мостов он встречает Мити.
Они отправляются на поиски Харуэ, которую находят на заброшенном заводе. Однако при их появлении девушка стреляет себе в голову. Молодые люди пытаются бежать, однако у них кончается бензин. При попытке найти горючее на заводе Кавасима попадает в заклеенную комнату, где встречает призрака, который говорит юноше: «Смерть — это вечное одиночество». Тем не менее, ему удаётся как-то выбраться, и Мити увозит ослабевшего Рёсукэ из Токио. Они едут в порт, где находят моторную лодку и навсегда покидают умирающий мир. Перед этим Мити видит, как на город падает американский военный самолет с полным боекомплектом, и взрыв разрушает большую часть порта. В море их подбирает корабль, идущий в Латинскую Америку, так как оттуда ещё поступают сигналы. Однако Кавасиме не удаётся остаться в мире людей.

## В ролях
| Актёр            | Роль            |
| ---------------- | --------------- |
| Харухико Като    | Рёсуке Кавасима |
| Кумико Асо       | Мити Кудо       |
| Коюки            | Харуэ Карасава  |
| Курумэ Арисака   | Дзюнко Сасано   |
| Масатоси Мацуо   | Тосио Ябе       |
| Синдзи Такэда    | Ёсидзаке        |
| Дзюн Фубуки      | мать Мити       |
| Сюн Сугата       | босс Мити       |
| Сё Айкава        | служащий        |
| Кодзи Якусё      | капитан корабля |
| Кэндзи Мидзухаси | Тагути          |

## Художественные особенности
Цветовая палитра фильма отличается блёклостью и отсутствием ярких красок, их приглушённостью.
В интервью Джиму О'Рурку в журнале «BOMB» от 2005 года Куросава сказал про отсутствие своего интереса к оккультизму и неизбежные вопросы, с которыми люди сталкиваются на протяжении всей жизни: что происходит, когда мы умираем? Всё кончено? Это просто ничего? Есть ли способ общаться с теми, кто умер? На подсознательном уровне, живя в городах, они совершенно удалены. Правда в том, что очень часто в фильмах наступает смерть главного героя или второстепенного персонажа. Таким образом, использование призраков или общение с потусторонним миром является частью одержимости режиссёра теми же детскими вопросами.

## Музыка
- Закрывающая композиция:

1. Hane ~lay down my arms~ в исполнении Cocco (Макиси Сатоко)[4].

## Выпуск на видео

DVD от Magnolia Home Entertainment

«Пульс» был снят на 35-мм киноплёнку.
В 2006 году выпущен на DVD в США компанией «Magnolia Pictures». Соотношение сторон — 1,78:1 (16:9), звук — Dolby Digital 2.0 (AC-3). Дополнительные материалы включают интервью с Киёси Куросавой, комментарии, трейлер. Обложка существенно отличается от Blu-ray.
В 2011 году получил прокатное удостоверение в России и вышел на DVD в серии «Кино без границ».
В 2017 году фильм издан на Blu-ray компанией «Arrow Films». Отличие от DVD заключается в цветопередаче — присутствуют более тёмные, тусклые и мрачные сцены для поддержания атмосферы ужаса. Однако этому сопутствуют нечёткость и зернистость изображения, снижение детализации. Эпизодически встречаются артефакты. Но проблемы с палитрой являются стилистическим ходом издателя. Реставрация изображения не проводилась. Формат — 1.85:1, звук — LPCM 2.0.
Релиз Arrow Video содержит всевозможные бонусы: интервью с Куросавой Broken Circuits, Creepy Images с оператором Дзюнъитиро Хаяси, The Horror of Isolation, где Адам Вингард и Саймон Баррет обсуждают «Пульс» и другие фото и видео.
В 2019 году «Пульс» размещён для просмотра по подписке на сайте Британского института кино, с присвоением рейтинга 15.

## Награды
| Год  | Премия                                  | Категория                               | Лауреат или номинант | Итог   |
| ---- | --------------------------------------- | --------------------------------------- | -------------------- | ------ |
| 2001 | Международный кинофестиваль в Каталонии | Приз критиков имени Хосе Луиса Гварнера | Киёси Куросава       | Победа |
| 2002 | 11th Japan Film Professional Awards     | Лучшая женская роль                     | Кумико Асо           | Победа |

## Отзывы и критика
Metacritic дал 70 баллов из 100 на основании 21 обзора.
Анита Гейтс из «The New York Times» подчеркнула, что самая ужасная вещь в «Пульсе» — это не самоубийства, не странные пятна, которые оставляют исчезнувшие мертвецы, не жуткие изображения на экранах компьютеров или зловещая музыка, а способ передвижения призраков. Страх перед неизвестным является одной из причин болезненной изоляции современной жизни, с пугающим продолжением: смерть не приносит желаемого забвения, вместо этого погружая в вечное одиночество.
«Коммерсантъ» написал: в 2001 году вопрос «Может ли Интернет сам контактировать с пользователем?» прозвучал из уст юного героя фильма. Сегодня всем известно, что да. Он мог послужить только сигналом к началу японского хоррора, завершающегося полномасштабным концом света. «Пульс» стал участником конкурсной программы Каннского кинофестиваля — «Особый взгляд» и позже занял особое место в сердцах поклонников фильмов ужасов по всему миру. Все картины Куросавы роднит общая концепция: то, от чего люди в повседневной жизни открещиваются — вещие сны, провалы в памяти, галлюцинации, состояние гипноза, — в сюжете режиссёра занимает равноправное место с событиями в судебных протоколах и теленовостях. Куросава оставляет смерти право на обыденность и наблюдает — обогатит жизнь такое сосуществование или же смерть поглотит её, или наоборот.
Джонатан Кроу на сайте AllMovie напомнил, что Киёси Куросава привлёк внимание мира ещё фильмом 1997 года — «Исцеление», грамотно используя операторскую работу, освещение, звуковой дизайн, хороший сюжет и очень мало спецэффектов. Первые 30 минут «Пульса» одни из самых нервирующих и пугающих. В отличие от некоторых техно-ужасов, компьютеры, мобильные телефоны и Интернет здесь сами по себе не являются злом. Скорее ужас происходит от того, как это разделяет человечество. Представленный в коричневых и ледяных тонах Токио изображается как город потерянных и одиноких душ, готовящихся к надвигающейся гибели. По мере продвижения, фильм превращается в нечто более странное и экзистенциальное — как будто Андрей Тарковский снял «Человека Омегу».
Rolling Stone заметил в ретроспективном обзоре, что в киберпространстве начала XXI века никто не услышит, как кричат люди. Но это не означало, что модем на 56 кбит/с не может издавать звук. Созданный после Y2K и до 9/11, «Пульс» Киёси Куросавы достиг США только в 2005 году. Это было противоположностью фантастики, где фигурировали различные якудза и мстители. В мире наблюдался интерес к J-Horror, начиная со «Звонка», и документальному циклу «Шокирующая Азия». Было действительно тревожно, как использовалась паранойя тысячелетия: что-то нечестивое загружало свой путь. Даже молчание наполнено болезненным ощущением. Сюжет приводился в движение CD-ROM. В 2018 году это ощущается как потусторонняя передача. В преисподней стало слишком тесно. Куросава задался вопросом: что есть в экране, откуда выползает призрак? Человек превращается в жуткое смутное пятно. Экзистенциальный ужас происходит во всём мире, чтобы превратиться в Instagram проклятых. В Сети люди медленно теряют себя, пока полностью не исчезнут. На экране всё та же надпись «Хочешь увидеть призрака?», и страх перед этим остаётся. Изменились только программное обеспечение и пятна.
В рецензии Slant Magazine фильмы Куросавы оказывают нервирующее воздействие на зрителя, потому что они имеют дело с одиночеством, которое существует в перенаселённом мире. «Пульс» — самое сильное объяснение этой темы, рассматривает Всемирную паутину как ловушку, формирующую связи между незнакомцами, где конечным пунктом назначения является хаос. Когда Интернет впервые появился, электронная почта и чаты казались мертворожденными, как и дружеские отношения в электронном формате. Куросава принимает эти страхи и расширяет их: поиск приводит к сайту, известному как «Запретная комната». Это сигнал бедствия от людей, которые поняли, насколько они одиноки, запертые во мрачной, рутинной, повседневной повторяющейся жизни без изменений. Быть призраком — кошмар жизни, переходя из могилы в уединение в собственной квартире. В отличие от «Ночи живых мертвецов», здесь нет паники; просто медленное рациональное осознание того, что приближается конец света. Смерть показана не через море трупов, а как чёрное пятно на стене.
The Guardian выставил 2 место в рейтинге 20 японских фильмов ужасов. Time Out дал 65 позицию из 100 лучших фильмов ужасов по мнению экспертов.
Сайт IndieWire поместил «Пульс» на 28 место в списке 100 лучших фильмов ужасов всех времён. Лучшее произведение Куросавы ужасает не только своими призраками, но и тем, что его идеи не теряют актуальности. Потусторонние духи сродни компьютерному вирусу, который медленно ведёт к апокалипсису, поскольку живые исчезают, а призраки занимают их место, где «смерть была вечным одиночеством». «Пульс» выходит за пределы своих жанровых корней и становится чем-то большим. Как и вирус, он растёт и изменяется почти незаметно, воздействуя на людей так, как они не могут этого ожидать.